# Детский альбом

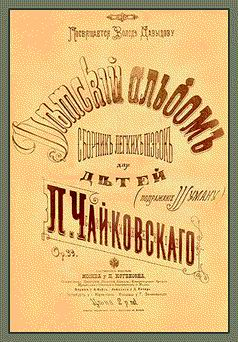
Титульный лист прижизненного издания Детского альбома П. И. Чайковского

Де́тский альбо́м Op. 39 — сборник пьес для фортепиано композитора Петра Ильича Чайковского, носящий авторский подзаголовок «Двадцать четыре лёгкие пьесы для фортепиано». Сборник был сочинён Чайковским в мае — июле 1878 года и при первой публикации, последовавшей в декабре того же года в издательстве Юргенсона, посвящён племяннику композитора Володе Давыдову, которому в то время было 6,5 лет. Предвосхищением данного сборника является "Альбом для юношества" Роберта Шумана, так как он носит подзаголовок "Подражание Шуману", но, по некоторым сведениям, прежде всего, цикл из 25 прелюдий во всех мажорных и минорных тональностях op.31 Шарля Валантена Алькана, так как они очень похожи как в образном содержании, так и по фактуре и некоторым названиям.  
По мнению специалиста по творчеству Чайковского П. Вайдман,

Детский альбом, наряду с широко известными сочинениями Шумана, Грига, Дебюсси, Равеля, Бартока и некоторых других композиторов-классиков, входит в золотой фонд мировой музыкальной литературы для детей. В России он дал толчок к созданию ряда близких по характеру и тематике фортепианных опусов.

## Содержание
1. Утренняя молитва.
2. Зимнее утро.
3. Игра в лошадки.
4. Мама.
5. Марш деревянных солдатиков[2].
6. Болезнь куклы.
7. Похороны куклы.
8. Вальс.
9. Новая кукла.
10. Мазурка.
11. Русская песня[3].
12. Мужик на гармонике играет.
13. Камаринская[4].
14. Полька.
15. Итальянская песенкa[5].
16. Старинная французская песенка[6].
17. Немецкая песенка[7].
18. Неаполитанская песенка[8].
19. Нянина сказка.
20. Баба-Яга.
21. Сладкая грёза.
22. Песня жаворонка.
23. Шарманщик поёт[9].
24. В церкви[10].

## Интересные факты
В изданиях советского периода названия первой и последней пьес из идеологических соображений были изменены соответственно на «Утреннее размышление» и на «Хор».

## Аудиозаписи
- 1956 — Исполнитель Александр Гольденвейзер. Запись 1952 года (Д—2898-99) 
В содержании пропущено две («Немецкая песенка» и «Неаполитанская песенка») и переименовано три пьесы:
  - «Утренняя молитва» — в «Утреннее размышление»
  - «Мужик на гармонике играет» — в «Крестьянин на гармонике играет»
  - «В церкви» — в «Хорал»
- 1971 — Исполнитель Майкл Понти.
- 1973 — Исполнитель Яков Флиер. Запись 1959 года («Мелодия», СМ—03999-4000)
- 1996 — Исполнитель Аркадий Севидов. Запись 1995 года (Arte Nova Classics, 74321 34029 2)
- 2016 — Исполнитель Полина Осетинская. Запись 2016 года (Мелодия, MEL CD 1002488)

## Tранскрипции
Существуют переложения «Детского альбома» (целиком или отдельных номеров) для разных инструментов и составов. В частности, Владимир Мильман и Владимир Спиваков обработали весь цикл для камерного оркестра, Роберт Грослот переложил шесть пьес для камерного оркестра и для духового квинтета и т. д. Леонид Десятников сделал оркестровое переложение цикла для одноимённого спектакля Санкт-Петербургского государственного детского музыкального театра «Зазеркалье» (спектакль в репертуаре с 1989). Полное переложение для ансамбля ударных инструментов осуществил Анатолий Иванов (в 1996 году на эту музыку был поставлен детский балет по сценарию Галины Крутиковой, ставший лауреатом Международного фестиваля 1999 в Югославии). В 2014 г. композитор Дмитрий Батин по заказу Уфимского театра оперы и балета сделал переложение для струнного оркестра и ударных инструментов.